# FK Leotar Trebinje
Maillots
Actualités
Dernière mise à jour : 29 avril 2025.
Le FK Leotar Trebinje est un club de football bosnien basé à Trebinje, fondé en 1925.

## Historique
- 1925 : fondation du club
- 2003 : 1re participation à une Coupe d'Europe (C1, saison 2003/04)

## Bilan sportif

### Palmarès
- Championnat de Bosnie-Herzégovine
  - Champion (1) : 2003

- Championnat de République serbe de Bosnie 
  - Champion (1) : 2002

- Coupe de République serbe de Bosnie 
  - Vainqueur (2) : 2002 et 2004

### Bilan européen
Note : dans les résultats ci-dessous, le score du club est toujours donné en premier
| Saison    | Compétition         | Tour            | Club            | Domicile | Extérieur | Total |
| --------- | ------------------- | --------------- | --------------- | -------- | --------- | ----- |
| 2003-2004 | Ligue des champions | Premier tour Q  | CS Grevenmacher | 2 - 0    | 0 - 0     | 2 - 0 |
| 2003-2004 | Ligue des champions | Deuxième tour Q | Slavia Prague   | 1 - 2    | 0 - 2     | 1 - 4 |

Légende
- Victoire ou qualification pour le tour suivant
- Match nul
- Défaite ou élimination de la compétition